# Восемь одежд
Восемь одежд (яп. 八重衣 яэгоромо) — музыкальная композиция, созданная японскими композиторами I половины XIX века на стихи из антологии «Сто стихотворений ста поэтов», была предназначена для ансамбля санкёку (яп. 三曲).

## История создания

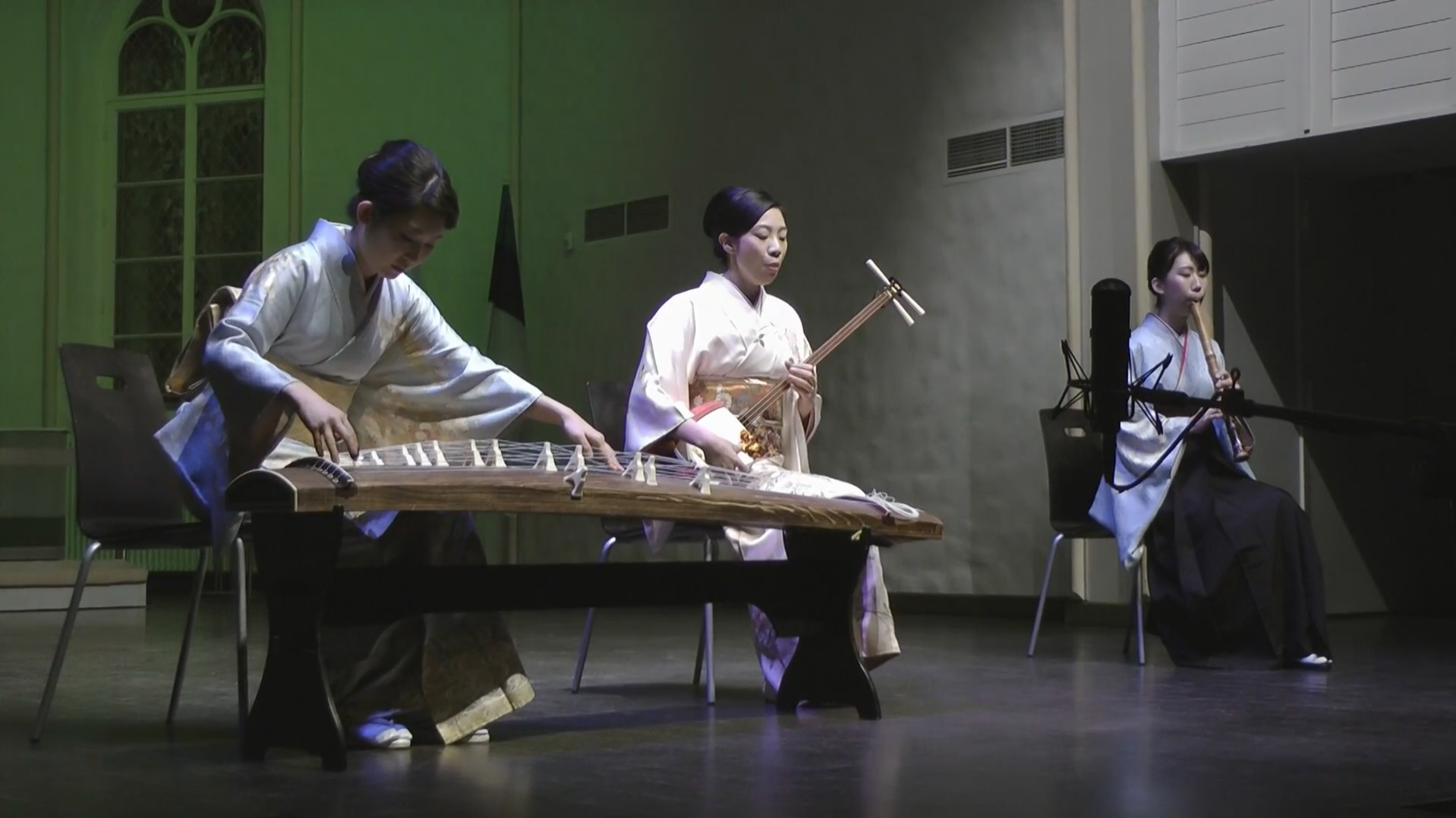
Современный ансамбль санкёку, исполняющий «Восемь одежд»

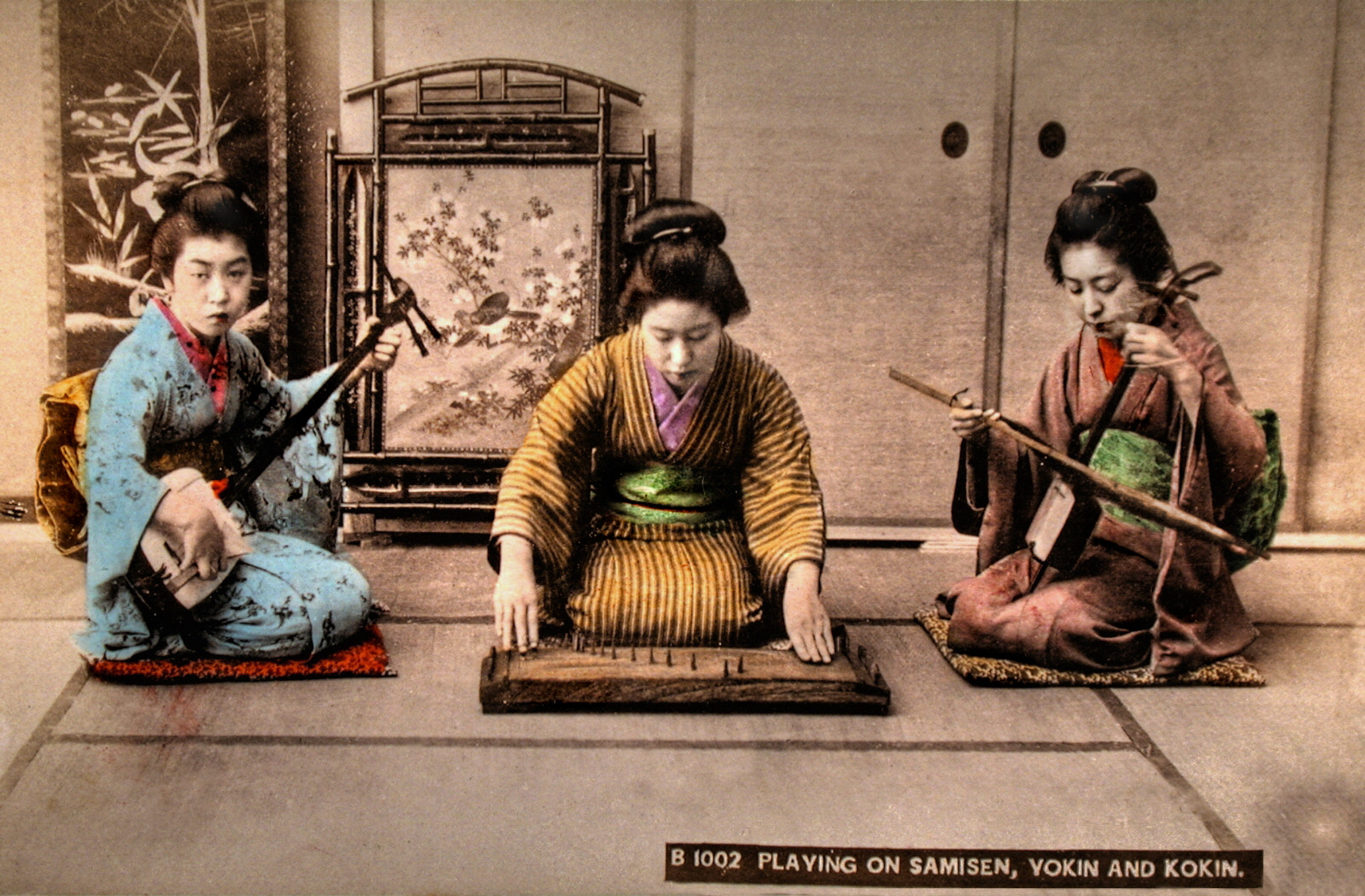
Первоначальный вариант ансамбля санкёку — с кокю

«Восемь одежд» — первоначально композиция в жанре дзиута (яп. 地歌, 地唄), предназначалась для вокала в сопровождении сямисэна. Создана в стиле «тэготомоно» (яп. 手事もの) — с инструментальными интерлюдиями между вокальными частями. Иногда воспринимается специалистами как образец творчества школы Икута-рю (яп. 生田流), которая была основана Икутой Кэнгё (яп. 生田検校, 1656—1715). Эта школа появилась в Восточной Японии и известна исполнением музыкальных произведений на оригинальном кото в сопровождении сямисэна. Оригинальная версия сочинения была написана для сямисэна и голоса и была создана музыкантом Исикавой Кото (1792—1847?) в Киото в начале XIX века. Несмотря на самую большую продолжительность в репертуаре санкёку и очевидные художественные достоинства, композиция «Восемь одежд» не стала известной широкой аудитории до тех пор, пока в неё не была добавлена партия кото композитором Яэдзаки Кэнгё (яп. 八重崎 検校, 1776—1848; также известен как Икиноити) из Киото, который получил значительную помощь от Мияхары Кэнгё (яп. 宮原検校, ?—1864) с острова Кюсю в завершении произведения. Партия сякухати в композицию была добавлена позже.
Исследователи признают, что аутентичное исполнение композиции проблематично: точная запись ритма была роскошью для исполнителей подобных произведений в I половине XIX века, возможны были различные настройки сямисэна. В настоящее время обычно для сямисэна используется строй «си-ми-си». Анализу различных вариантов исполнения этого сочинения посвящён фрагмент статьи профессора университета Арканзаса Ингрид Фрич. В композиции можно услышать музыкальные ссылки на стихотворение, используемое в произведении, в частности в ритмической ткани интерлюдий, а также в звуках, имитирующих голоса насекомых с помощью необычных приёмов игры на сямисэне (защипывание струн левой рукой одновременно с ударами плектра).
Санкёку — инструментальный ансамбль из трёх музыкантов (кото, сямисэн и кокю, вытесненный в период Мэйдзи бамбуковой флейтой сякухати) и особый тип композиции, получивший распространение в эпоху Эдо (1603—1868), который использует это инструментальное трио исполнителей и их голоса и был предназначен для восприятия исключительно как музыкальное произведение, а не для сопровождения придворных церемоний, театральных спектаклей или поэтических фестивалей. Получил широкое распространение сначала в местах развлечений в городах, а затем в — домах вельмож, тем самым играя роль европейской «камерной инструментальной музыки» в японской культуре.

## Структура произведения
«Восемь одежд» были написаны в сложной форме, включающей инструментальные интерлюдии наряду с вокальными фрагментами. Пять стихов, относящихся к четырём временам года, были выбраны из «Ста стихотворений ста поэтов». «Сто стихотворений ста поэтов» — поэтическая антология, составленная в Японии в 1235 году поэтом и филологом Фудзивара-но-Тэйкой. Составление поэтического сборника почиталось в Японии сложным творческим актом. В сборник вошли сочинения Какиномото-но Хитомаро, Ямабэ-но Акахито, Оно-но Комати, Ки-но Цураюки, Сайгё. Представлены также стихи Мурасаки Сикибу и Сэй-Сёнагон, авторов «Гэндзи-моногатари», «Записок у изголовья» и «Записок от скуки».
Первые три стихотворения поются во вступительной песне; четвёртое и первая половина пятого стихотворения — в середине композиции; а вторая половина последнего стихотворения поётся в заключительной песне. Две интерлюдии наиболее важны для исполнителей и слушателей, обе они дольше, чем любой из трёх песенных разделов, там может проявить себя виртуозное мастерство музыкантов:
- I часть. Маэ-ута — вступительные три песни

В весенних полях

Молодые травы сбираю

Тебе в подношенье.

А на рукава неустанно

Падает, падает снег.Оригинальный текст (яп.)君が為め、春の野に出でて若菜摘む、我が衣手に雪は降りつつ。
Песня, сочинённая императором Коко, когда он был наследником престола, обращённая к посланному ему в подарок букету молодых трав. Коко-тэнно (830—887) — пятьдесят восьмой император Японии. Взошёл на престол по воле регента предыдущего императора канцлера Фудзивара-но Мотоцунэ (836—891). Автор посвятил данное стихотворение регенту.
Весна миновала.

Кажется, лето приспело.

Одежд белотканных

Сохнет холст на склонах твоих,

Небесная гора Кагуяма!
Оригинальный текст (яп.)春過ぎて、夏来にけらし白妙の、衣ほすてふ天の香具山。
Стихотворение относится к периоду Ямато, автор — сорок первая императрица Японии Дзито (правление — 686—697, даты жизни — 645—703). Дзито-тэнно — дочь императора Тэндзи. В её правление был в основном построен императорский дворцовый комплекс в новой столице Фудзивара, что позволило переселить в одном месте высшую японскую знать, жившую до этого в провинциальных усадьбах, что способствовало централизации страны.
Осенний ветер

С прекрасных гор Ёсино.

Ночь глуше и глуше.

Холодно в Старом селенье.

Где-то вальки стучат.
Оригинальный текст (яп.)三芳野の、山の秋風小夜ふけて、古郷寒く衣打つなり。

Санги Масацунэ (1170—1221) — японский поэт. Его настоящее имя Асукаи-но Масацунэ, ученик выдающихся поэтов Фудзивара-но Тосинари (1114—1204) и Фудзивара-но Садаиэ (1162—1241). Стихотворение отобрано из раздела «Песни любви» (книга вторая) поэтической антологии «Новое собрание старых и новых песен» («Синкокин вакасю», 1210).
- II часть. Тэгото — инструментальная интерлюдия
- III часть. Нака-ута — центральная группа песен

На осеннем поле

Непрочный приют осенён

Сквозной плетёнкой.

Оттого-то мои рукава

Что ни ночь от росы намокают/
Оригинальный текст (яп.)秋の田の、かりほの庵の苫をあらみ、わが衣手は露にぬれつつ。

Среди литературоведов идут споры о трактовке смысла стихотворения. Есть мнение, что она была написана императором Тэндзи после смерти матери, императрицы Саймэй, и передаёт его скорбь и печаль, а также тоску по дому. Но часть исследователей полагает, что Тэндзи оплакивает не личную утрату, а упадок императорской власти. Тэндзи-тэнно (627-671) — японский император. Взошёл на престол в 662 году, но, будучи ещё только наследным принцем, стал вдохновителем реформ по китайскому образцу в период Тайка «Великая перемена» (645-650) с отказом от частной собственности на землю и наделением бывших крупных земельных собственников землёй в кормление за государственную службу.
Сверчок не смолкает 

Под половицей в морозной ночи. 

Веет стужей циновка...
Оригинальный текст (яп.)きりぎりす、鳴くや霜夜の狭筵に

- IV часть. Тэгото — инструментальная интерлюдия
- V часть. Ато-ута — заключительная песня

Не скинув одежды, прилягу. 

Ужели мне спать одному?!
Оригинальный текст (яп.)衣片敷き独りかも寝ん

Автор — Фудзивара-но Ёсицунэ (1169—1206), поэт и каллиграф, его литературный псевдоним — «Стиль Гокёгоку (в каллиграфии) регента при малолетнем императоре и бывший первый министр». Заключительные строки этого стихотворения повторяют начальные строки пятистишия поэта Какиномото-но Хитомаро (II половина VII — начало VIII века), помещённого в начале антологии.

## Известные исполнения композиции
- Дзин Нёдо[23]
- Ясуко Фукуда
- Горо Ямагути